# Championnat de Chine de baseball
Le championnat de Chine de baseball, encore appelé China Baseball League, Chinese Baseball League (中国棒球联赛) ou CBL était une ligue professionnelle de baseball sous l'administration de la Chinese Baseball Association, fondée en 2002. suspendu en 2012

## Équipes
| Division   | Équipe                            | Ville             | Stade                                                 |
| ---------- | --------------------------------- | ----------------- | ----------------------------------------------------- |
| Ouest/Nord | Beijing Tigers (北京猛虎)         | Pékin             | Lucheng Field                                         |
| Ouest/Nord | Sichuan Dragons (四川蛟龙)        | Chengdu, Sichuan  | Jinniu Stadium                                        |
| Ouest/Nord | Tianjin Lions (天津雄狮)          | Tianjin           | Tian Ti Dodger Stadium                                |
| Est/Sud    | Guangdong Leopards (广东猎豹)     | Canton, Guangdong | Zhongshan Stadium                                     |
| Est/Sud    | Jiangsu Hopestars (江苏希望之星)  | Wuxi, Jiangsu     | Wuxi Baseball Stadium                                 |
| Est/Sud    | Shanghai Golden Eagles (上海金鹰) | Shanghai          | Shanghai Sports Palace                                |
| Est/Sud    | Henan Elephants (河南吉象)        | Zhengzhou, Henan  | Henan Ball Games Administration Center Baseball Field |

Les quatre équipes originelles étaient Beijing Tigers, Tianjin Lions, Shanghai Eagles et Guangzhou Lightning. Les équipes des Hopestars et des Dragons ont été intégrées en 2005. L'équipe Hopestars est une équipe de joueurs de moins de 21 ans composée de joueurs prometteurs de tout le pays. Les Elephants rejoignent la CBL en 2009.

## Saisons passées
La première saison s'est déroulée du 26 avril au 25 mai 2002 sous la forme d'un championnat à un match.
Pour la saison 2004, le champion en titre Beijing Tigers a une nouvelle fois battu les Tianjin Lions en finale. Bien que menés 2 match à zéro, ils enchaînent 3 victoires pour l'emporter 3-2.
La saison 2005 s'est ouverte le 1er avril 2005. La saison régulière a pris fin le 26 juin. Lors de la finale en 5 matchs, les Beijing Tigers ont balayé les Tianjin Lions, 3-0, offrant aux Tigers leur troisième titre d'affilée. À noter que la saison régulière du championnat 2005 a été réduit à 3 matchs en raison du SRAS.
| Année       | Vainqueur          | Score | Vice-champion      | Score |
| 2002        | Tianjin Lions      | 1     | Beijing Tigers     | 0     |
| 2003        | Beijing Tigers     | 3     | Tianjin Lions      | 2     |
| 2004        | Beijing Tigers     | 3     | Tianjin Lions      | 2     |
| 2005        | Beijing Tigers     | 2     | Tianjin Lions      | 0     |
| 2006        | Tianjin Lions      | 3     | Guangdong Leopards | 0     |
| 2007        | Tianjin Lions      | 3     | Guangdong Leopards | 1     |
| 2008        | Tianjin Lions      | 3     | Beijing Tigers     | 0     |
| 2009        | Beijing Tigers     | 1     | Guangdong Leopards | 0     |
| 2010        | Guangdong Leopards | 2     | Beijing Tigers     | 0     |
| 2011        | Tianjin Lions      | 2     | Guangdong Leopards | 1     |
| 2012 - 2013 | Suspendu           |       |                    |       |
| 2014        | Beijing Tigers     | 2     | Tianjin Lions      | 1     |

## Asia Series
Des joueurs de la ligue ont participé cinq fois à la Asia Series. En 2005, 2006 et 2007 l'équipe des China Stars (une sélection des meilleurs joueurs de la ligue) a rencontré ses homologues asiatiques et en 2008 et 2012, c'est l'équipe championne de la ligue, les Lions de Tianjin, qui a participé au tournoi. Les 15 matchs des cinq participations ont été perdus.

## Partenariats

### Partenariat avec le Championnat du Japon de baseball
En 2007, la CBL entame une relation avec le Championnat du Japon de baseball (Nippon Professional Baseball). L'accord autorise les clubs japonais à envoyer des entraîneurs et joueurs en Chine et aux joueurs chinois de s'entraîner avec les infrastructures japonaises.
Chaque équipe possède une équipe japonaise partenaire : Pékin avec les Yomiuri Giants, Chengdu avec les Fukuoka SoftBank Hawks, Shanghai avec les Hanshin Tigers, Wuxi avec les Chiba Lotte Marines et Guangzhou avec les Hiroshima Toyo Carp. Tianjin continue sa relation déjà existante depuis 2005 avec les Yokohama BayStars.
Ces accords deviennent obsolètes dès fin 2008 en raison de la crise économique.

### Partenariat avec la Ligue majeure de baseball
La Ligue majeure de baseball profite du retrait japonais pour signer des accords de partenariat avec le Championnat de Chine. Ces accords sont renouvelés en mars 2010.